# Cerastium carinthiacum
Cerastium carinthiacum är en nejlikväxtart. Cerastium carinthiacum ingår i släktet arvar, och familjen nejlikväxter.

## Underarter
Arten delas in i följande underarter:
- C. c. austroalpinum
- C. c. carinthiacum

## Bildgalleri

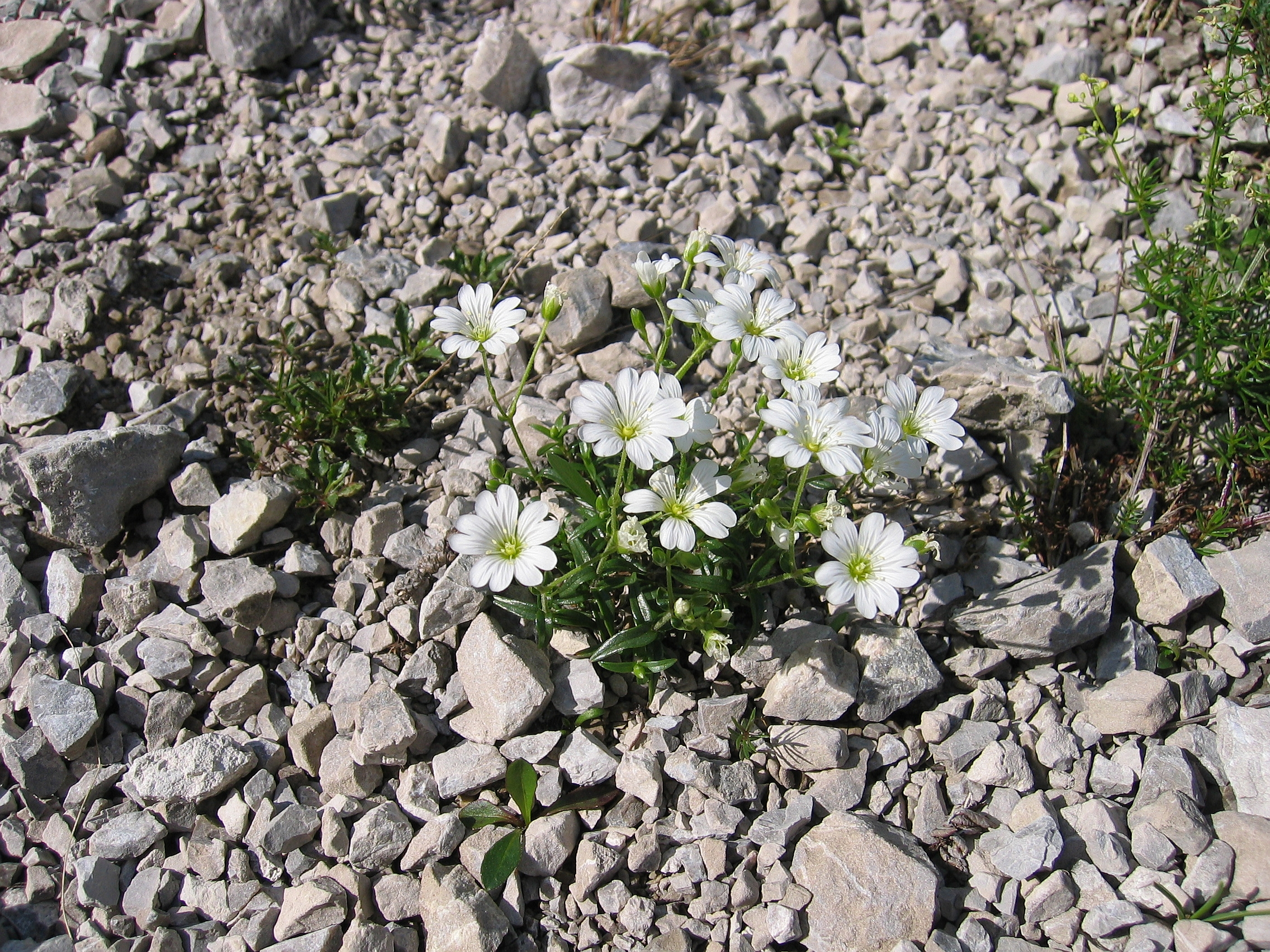
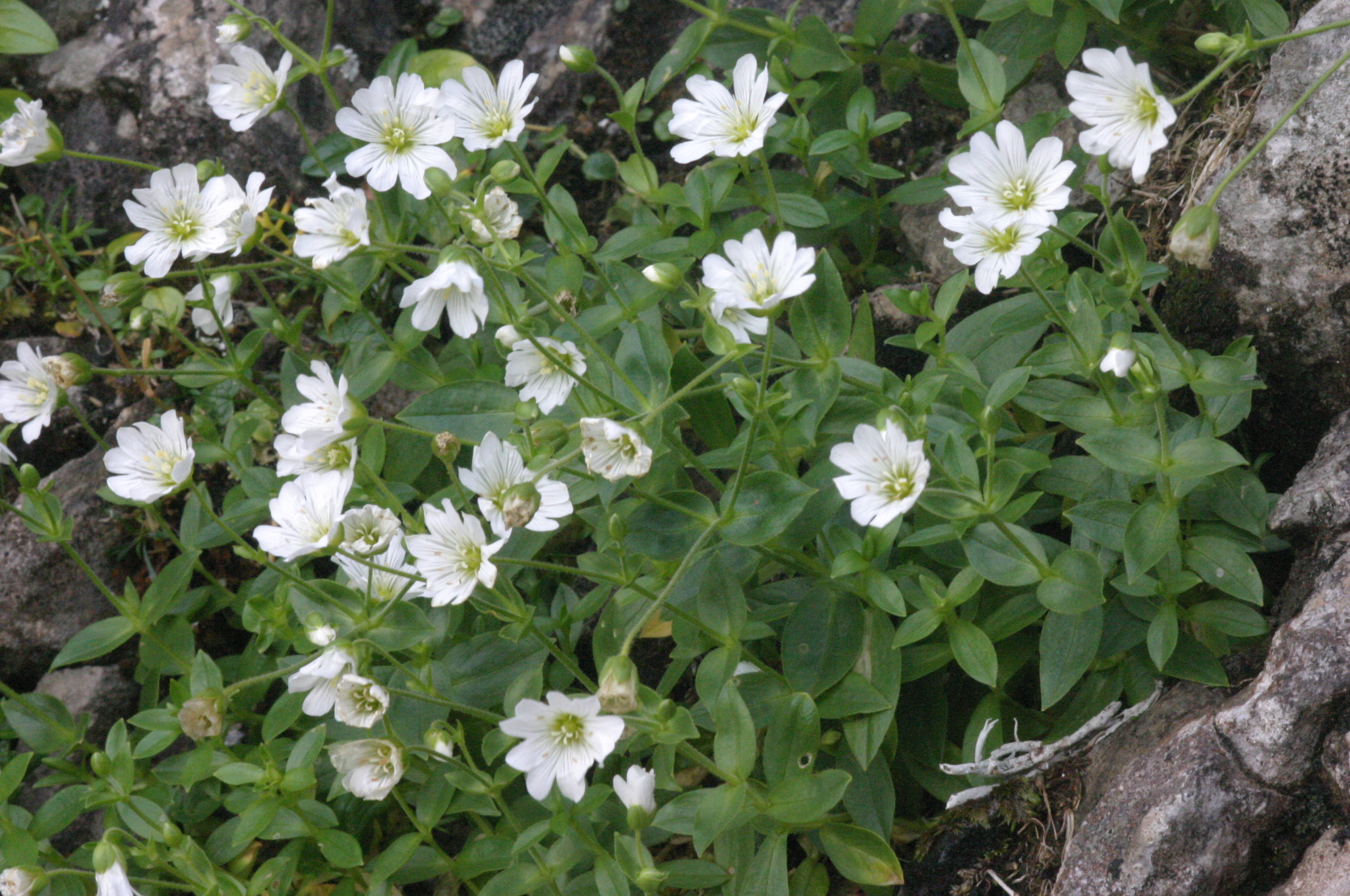
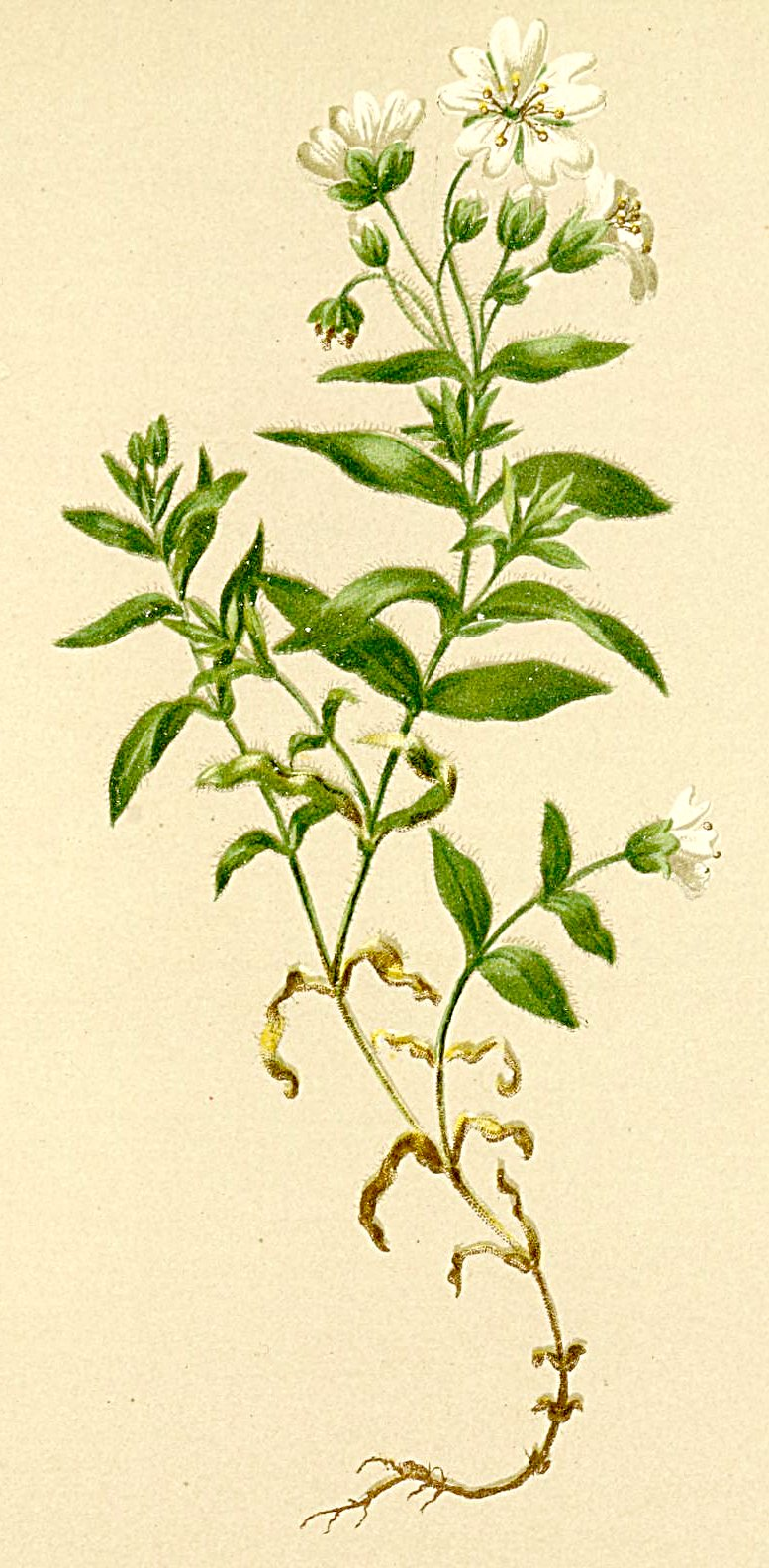